# 브루신
브루신(brucine)은 스트리크닌과 밀접한 관련이 있는 알칼로이드이다. 마전자나무(Strychnos nux-vomica)에서 발견된다. 브루신 중독은 드문 편인데, 보통 스트리크닌과 함께 흡수되며 스트리크닌이 브루신보다 더 독성이 강하기 때문이다. 화학 합성에서는 입체 특이성 화학분석용 도구로 사용할 수 있다.
브루신은 1819년 Pelletier와 Caventou가 스트리크노스 나무껍질에서 발견하였다. 구조가 정확히 밝혀진 것은 한참 이후인데 1884년 화학자 한센이 스트리크닌과 브루신을 같은 분자로 변환시켰을 때이다.